# Manzana del Jabalí
Manzana del Jabalí är en ort i kommunen Temascaltepec i delstaten Mexiko i Mexiko. Samhället hade 198 invånare vid folkräkningen 2020.